# 名偵探柯南
《名偵探柯南》（日语：／ Meitantei Konan */?），是日本漫畫家青山剛昌筆下的推理漫畫作品。描述高中生偵探工藤新一被黑暗組織灌下神秘药物導致自己縮小後，試圖調查該組織以及破獲其他各種案件找出讓自己能夠恢復原狀的解藥的故事。
原作漫畫從1994年6月開始在《週刊少年Sunday》連載，之後被改編為各種系列的衍生作品，主要包括TMS娛樂製作的電視動畫、劇場版、OVA、漫畫特別篇，和真人電視劇。改編動畫於1996年播出無論是情節還是案件也大獲好評，至今已成為日本國民級長壽動漫。2001年，原作漫畫獲得第46屆「小學館漫畫賞（少年向）」。2009年，實現跨作品合作，播齣電視動畫特別篇《魯邦三世VS名偵探柯南》。自2014年起，為慶祝原作漫畫連載20週年與相關劇場版的上映，於日本、台北、上海等地陸續舉辦各式展覽。此外，為了紀念出身於鳥取縣的作者青山剛昌，除了當地的機場、車站均以《名偵探柯南》為名之外，在許多公共場所也設有本作角色的雕像。
日本版附有的英文名，小學館亞洲的英文版也採此名。但在北美地區，由於被《蠻王柯南》註冊爲商標，漫畫代理商Viz Media考虑到法律限制，而以為名發行單行本。

## 故事大綱
工藤新一是一位經常幫助警察破案的17歲高中生偵探；某天新一和他的青梅竹马毛利蘭在主題樂園遊玩期間目擊一位黑衣人正在進行的交易行動，他獨自前往交易現場時太過於專注窺視而忽略黑衣人的同夥在自己背後，因此新一遭到擊昏並且遭灌下代號為「APTX-4869」的神秘藥物，雖然僥倖免難卻發現自己變成小學生的模樣。
新一為了不讓黑暗組織的成員發現他還沒死使得自己的親朋好友陷入危險當中，於是在鄰居阿笠博士的建議下化名為江戶川柯南寄住在小蘭的父親毛利小五郎家中。同時化名柯南的新一憑藉著過人的推理能力以及使用阿笠博士為自己所發明的各種道具讓小五郎成為全日本知名的名偵探「沉睡的小五郎」，他藉由平時的案件調查找尋有關黑暗組織的線索與情報，藉此找出讓自己能夠恢復原狀的解藥。

## 角色
隨着劇情的發展，尚有許多警官、黑暗組織、日本公安、FBI、CIA，甚至來自作者另一部作品《魔術快斗》的客串角色(如主角江戶川柯南的勁敵怪盜基德)等其他角色散見於各集數之中。本作品大部份角色的命名來自日本、歐美國家的著名推理小說家以及其筆下的虛構偵探和其他角色，亦有部分配角的命名參考自青山剛昌的助手與相關製作人員。

## 作品設定

### 故事情節
主要角色們的居住地位於東京都米花町(虛構地區)，在各單元故事中都會有致命事件發生，案發地也多位於此地。事件性質以命案佔絕大多數，且嫌疑犯多為1至4人不等，通常都以3位嫌疑犯的事件居多。角色們的身分以「學生」、「偵探」、「警察」、「特務」、「工作者」、「合作者」、「監視者」、「怪盜」、「管家」、「暗部」、「獵人」、「工具人」為主；而人物之間的關係多為「青梅竹馬」或是「同班同學」。另外，為了配合劇情發展，在劇中會出現一些虛構的藥品以及協助主角江戶川柯南破案的道具。雖然劇情以推理性質為主體，但內容除了犯罪、背叛、復仇、懸疑等情節之外，對於故事人物之間的愛情、友情、親情、歷史情結也有相當程度的著墨，另在以現實世界的特定地點為劇情背景的故事中，便會對該地的文化、歷史、地理或名勝等知識作出介紹。

### 用語解說
《名偵探柯南》系列的角色、場景及各式器物名稱，多取自日本及歐美各國著名推理小說中的角色、或是其作者的姓名，例如主角江戶川柯南便是結合自日本推理小說家江戶川亂步和英國小說家亞瑟·柯南·道爾。此外、另有部分配角的命名參考自青山剛昌的助手與相關製作人員。2014年9月16日，小學館出版的《名偵探柯南角色美術集（名探偵コナン　キャラクタービジュアルブック）》亦有人物、故事設定、虛構建築物等介紹。
黑暗組織
成立約半世紀的虛構跨國、神秘的犯罪組織，組織真實名稱、成員的真實身分、其成立目的尚未在原作中提及，目前揭露幕後首領為大富豪集團——烏丸集團的領導者烏丸蓮耶。
其組織代表顏色為黑色，成員都穿著黑色服裝並且以酒名為組織幹部的行動代號。他們時常接觸政治家、企業家等具有權勢的人物並且大量僱用科學家和程式設計師從事開發特殊藥劑與非法電腦程式或是執行非法性的交易與暗殺等行動，經常會在交易結束的期間處掉交易者。
其組織的存在很神秘卻有非常嚴格的規則，他們完全不允許組織的存在被外界給查獲或是有背叛者的出賣，所以凡是有失誤、企圖脫離或背叛組織的人都會被處決（即使在執行任務無論成功與否但只要洩漏行蹤也是不例外的），只有少數受到組織首領的容許的成員才能得以免受處決或是成功脫離組織。由於這個紀律，有不少國內外的刑警組織（像是日本公安、FBI、CIA等）為了追緝其組織會派遣間諜和臥底潛入、冒險查出他們的相關行動與內幕的情報。
APTX-4869
由宮野志保接續其已故的父母所開發的神秘藥物。服用此藥後將會引起細胞爆發性壞死的同時強化端粒酶的活性，使細胞分裂的潛力增強也能讓「實驗者」的遺體無法檢驗出藥物毒素。但因為在細胞自我破壞程序的偶發作用之下，使得神經組織外的骨骼、肌肉、內臟、毛髮等細胞退化到成長時期。
目前已知受此藥物而縮小的人有：工藤新一（江戶川柯南）幼兒型態、宮野志保（灰原哀 / 雪莉）幼兒型態、赤井瑪麗（領域外的妹妹）少女型態。
其中「APTX」為「Apoptoxin」的縮寫，是「Apoptosis」（程序性細胞死亡）和「toxin」（毒素）所組合成的混成詞；「4869」則是命名自「夏洛克（Sherlock）·福爾摩斯」的名字(4869日文音近)。黑暗組織曾使用「Shelling Ford」代稱此藥物，因此「APTX-4869」亦有「殘廢的名偵探」之稱。
少年偵探團
是由孩童所組成的偵探團。由東京都米花市帝丹小學1年B班的小嶋元太、圓谷光彥、吉田步美和江户川柯南（擅自找他加入）所組成，後來灰原哀也加入其團體，阿笠博士也為偵探團提供很多道具並且經常隨他們行動。1年B班的班導師小林澄子自稱為偵探團的「顧問」。
雖然名義上說他們可以解決各種疑難事件，但是接到的委託大多是尋找貓狗之類的事，不過有時候這類事件的發展也會變成尋人、尋寶或是殺人案件，在這些事件中幾次陷入過危險的處境時都靠江戶川柯南的智慧安然脫險。
其命名來自亞瑟·柯南·道爾所著《福爾摩斯》系列中的貝克街少年偵探團和江戶川亂步所著《明智小五郎》系列中的少年偵探團。而小林澄子自稱為偵探團顧問，取自江戶川亂步筆下的此團就是由小林少年所領導。
毛利偵探事務所（ Mōritanteijimuso）
毛利小五郎辦案時的事務所，樓上為自用的住處，樓下則是白羅咖啡廳，毛利一家有時會在此用餐。
白羅咖啡廳（也被翻譯成「波羅咖啡廳」或「波阿羅咖啡廳」）
毛利偵探事務所樓下的咖啡廳。命名來自於阿加莎·克里斯蒂筆下的大偵探（Hercule Poirot）。
帝丹（／ Tei Tan）
作品中的虛構學校名字，從小學、國中、高中，甚至到大學都有。命名來自於偵探，「偵探」（探偵（たんてい），Tan Tei）倒過來唸與「帝丹」的日文發音相同。
可倫坡餐廳（ Colonbo）
也被翻譯成「哥倫坡」或「科倫坡」，是作品中的虛構西餐廳。在漫畫第2話（動畫第2集）中，變小的「新一」透過推理得知阿笠博士曾在此用餐而取得他的信任。命名來自於美劇《神探可倫坡》中的主角可倫坡。
米花町（／ Beikachō）
作品中的主角們居住的虛構地區，位於東京都米花市米花區。命名來自於福爾摩斯的住處貝克街（Baker Street）；「米花」與「貝克」的日文發音相同。米花町二丁目21番地為主角工藤新一的居住地址，此命名來自於福爾摩斯的住址貝克街221B號（221B Baker street）。
杯户町（／ Haidochō）
米花町的臨近町。命名來自於貝克街附近的海德公園；「杯戶」與「海德」的日文發音相同。
江古田町
作者另一部作品《魔術快斗》的主角怪盗基德（黑羽快斗）和中森警部家所居住的地方，位于中野区北部。町域东邻新宿区西落合。北部、东北部与中野区江原町、练马区丰玉北、丰玉中之间以江古田川为借。北部与丰玉南之间以道路为界。西部邻中野区丸山。南部与中野区松丘、沼袋之间以新青梅街道为界。町内多为住宅区。
TR（東都鐵道）
命名來自於JR東日本（東日本旅客鐵道）。英文名稱為Touto Railway(Touto為「東都」日文羅馬拼音)。
作品中的東都環狀線為途径米花和杯户的虛構鐵道路線，此鐵道路線對應JR山手線。
日賣電視（ nichiuriterebi）
命名來自於製作並播出名偵探柯南動畫版的日本電視台和讀賣電視台，簡寫為「NUT」。

## 發行

### 原作漫畫
漫畫自1994年6月18日起在小學館旗下雜誌《週刊少年Sunday》連載；之後被改編成各種載體的系列作品，至今已出版107冊單行本。2001年，本作獲得第46屆小學館漫畫賞（少年向）。2015年，《週刊少年Sunday》第16号刊登编辑部通知和青山刚昌的亲笔信，说明作者因接受手术而住院，漫画将转为不定期连载；從第19号开始连载由青山刚昌和《週刊少年Sunday》编辑部所选择以往代表作的重印版，並于第34号恢复正常连载。在2019年之后再次变为不定期连载。

## 改編作品

### 漫畫

#### 特別篇
改編自原作漫畫的番外篇漫畫作品，由青山剛昌大學時參加的漫畫研究會「熱血漫畫根性會」成員阿部豐、丸傳次郎、太田勝、窪田一裕與平良隆久等人所著。曾經在小學館的學習雜誌《小學四年級生》、《小學五年級生》和《小學六年級生》連載，後來因這三家專刊皆陸續休刊，現今只在《周刊少年Sunday》增刊號連載。其中僅有兩話的劇情改編成動畫並於電視版播出。

#### 犯人·犯澤先生
《名侦探柯南 犯人·犯泽先生》（名探偵コナン 犯人の犯沢さん）是神庭麻由子作画的搞笑漫畫，于《週刊少年Sunday S》2017年7月号开始連載。

#### 零的日常
《名侦探柯南 零的日常》（名探偵コナン ゼロの日常）是新井隆广作画的漫画，于《週刊少年Sunday》2018年24号开始连载，自33号起在本篇休刊时连载。

#### 警察學校篇 Wild Police Story
《名偵探柯南 警察學校篇 Wild Police Story》（名探偵コナン 警察学校編 Wild Police Story）是新井隆廣作畫的漫畫，於《週刊少年Sunday》2019年44號開始在本篇休刊時連載，2020年51號完結，共連載13話。

#### 灰原哀的科學事件檔案
《名偵探柯南 灰原哀的科學事件檔案》（名探偵コナン 灰原哀の科学事件ファイル）是淺田美穗創作的科學科普漫畫，於2022年8月31日在小學館出品的雜誌《小學8年級生》和報刊《讀賣兒童新聞》開始連載。

### 小說
| 中文名稱     | 日文名稱 | 原作     | 腳本 | 小說     | 小學館        | 小學館                 | 长春出版社 | 长春出版社 | 安樂文潮      | 安樂文潮 | 臺灣地區      | 臺灣地區 |
| 中文名稱     | 日文名稱 | 原作     | 腳本 | 小說     | 出版日期      | ISBN                   | 出版日期   | ISBN       | 出版日期      | ISBN     | 出版日期      | ISBN     |
| ------------ | -------- | -------- | ---- | -------- | ------------- | ---------------------- | ---------- | ---------- | ------------- | -------- | ------------- | -------- |
| 甲州藏寶傳說 |          | 青山剛昌 | -    | 谷豐     | 2005年4月6日  | ISBN 4-09-121706-0     | 2005年7月  |            | 2006年4月15日 |          | 2007年2月10日 |          |
| 殺人交響曲   |          | 青山剛昌 | -    | 谷豐     | 2006年2月7日  | ISBN 4-09-120308-6     | 2007年1月  |            | 2007年2月15日 |          | 2007年6月7日  |          |
| 江神原的魔女 |          | 青山剛昌 | -    | 平良隆久 | 2008年7月11日 | ISBN 978-4-09-121426-3 | 2010年1月  |            | 2009年7月30日 |          | 2010年4月     |          |

| 中文名稱                                          | 日文名稱 | 原作     | 腳本      | 小說     | 小學館         | 小學館                 | 长春出版社 | 长春出版社 | 安樂文潮      | 安樂文潮 | 臺灣地區       | 臺灣地區 |
| 中文名稱                                          | 日文名稱 | 原作     | 腳本      | 小說     | 出版日期       | ISBN                   | 出版日期   | ISBN       | 出版日期      | ISBN     | 出版日期       | ISBN     |
| ------------------------------------------------- | -------- | -------- | --------- | -------- | -------------- | ---------------------- | ---------- | ---------- | ------------- | -------- | -------------- | -------- |
| 給工藤新一的挑戰書～離別前的序章～                |          | 青山剛昌 | 渡邊陸月  | 平良隆久 | 2006年9月25日  | ISBN 4-09-120689-1     | 2010年1月  |            | 2013年4月25日 |          | 2008年6月6日   |          |
| 工藤新一的復活～與黑衣組織的對決～                |          | 青山剛昌 | 渡邊陸月  | 平良隆久 | 2007年12月12日 | ISBN 978-4-091-21255-9 | 2010年1月  |            | 尚未發售      |          | 2009年12月9日  |          |
| 給工藤新一的挑戰書～怪鳥傳說之謎～                |          | 青山剛昌 | 秦建 日子 | 平良隆久 | 2011年4月15日  | ISBN 978-4-09-122849-9 | 2012年3月  |            | 2013年6月24日 |          | 2012年12月8日  |          |
| 給工藤新一的挑戰書～法院內殺人事件～              |          | 青山剛昌 | 秦建 日子 | 平良隆久 | 2011年9月6日   | ISBN 978-4-09-123319-6 | 2012年9月  |            | 2013年5月     |          | 2013年5月15日  |          |
| 給工藤新一的挑戰書～戀愛公式殺人事件～            |          | 青山剛昌 | 秦建 日子 | 平良隆久 | 2011年12月24日 | ISBN 978-4-09-123446-9 | 2014年12月 |            | 2013年6月     |          | {2013年6月17日 |          |
| 給工藤新一的挑戰書 ～對決!!工藤新一vs服部平次〜～ |          | 青山剛昌 | 秦建 日子 | 平良隆久 | 2012年4月12日  | ISBN 978-4-09-123447-6 | 2014年10月 |            | 2013年7月     |          | 2013年7月25日  |          |
| 工藤新一 京都新撰組殺人事件                       |          | 青山剛昌 | 秦建 日子 | 平良隆久 | 2012年6月18日  | ISBN 978-4-09-123752-1 | 2014年10月 |            | 尚未發售      |          | 尚未發售       |          |

| 中文名稱                                | 日文名稱 | 原作     | 腳本                | 小說   | 小學館         | 小學館                 | 安樂文潮 | 安樂文潮 |
| 中文名稱                                | 日文名稱 | 原作     | 腳本                | 小說   | 出版日期       | ISBN                   | 出版日期 | ISBN     |
| --------------------------------------- | -------- | -------- | ------------------- | ------ | -------------- | ---------------------- | -------- | -------- |
| 江戶川柯南失蹤事件 〜史上最糟糕的兩天〜 |          | 青山剛昌 | 內田賢治            | 百瀨忍 | 2014年12月24日 | ISBN 978-4-092-30787-2 |          |          |
| 柯南與海老藏 歌舞伎十八番推理           |          | 青山剛昌 | 柏原寬司            | 水稀島 | 2016年1月27日  | ISBN 978-4-092-30859-6 |          |          |
| 名偵探柯南 Episode"ONE" 變小的名偵探    |          | 青山剛昌 | 山本泰一郎 柏原寬司 | 水稀島 | 2016年12月9日  | ISBN 978-4-092-31133-6 |          |          |
| 名偵探柯南 紅的修學旅行                 |          | 青山剛昌 | -                   | 水稀島 | 2019年1月11日  | ISBN 978-4-092-31273-9 |          |          |
| 名偵探柯南 大怪獸哥梅拉vs假面超人       |          | 青山剛昌 | 大倉崇裕            | 水稀島 | 2020年1月24日  | ISBN 978-4-092-31321-7 |          |          |
| 名偵探柯南 黑色衝擊！組織之手逼近的瞬間 |          | 青山剛昌 | -                   | 水稀島 | 2020年12月18日 | ISBN 978-4-092-31355-2 |          |          |

| 序号                                                  | 中文名稱                             | 日文名稱 | 作者   | 小學館                                          | 小學館                                                            | 劇場版劇本 | 監修(原作)            | 備註                     |
| 序号                                                  | 中文名稱                             | 日文名稱 | 作者   | 出版日期                                        | ISBN                                                              | 劇場版劇本 | 監修(原作)            | 備註                     |
| ----------------------------------------------------- | ------------------------------------ | -------- | ------ | ----------------------------------------------- | ----------------------------------------------------------------- | ---------- | --------------------- | ------------------------ |
| 1                                                     | 劇場版鲁邦三世VS名侦探柯南 THE MOVIE |          | 水稀島 | 2013年12月5日                                   | ISBN 978-4-092-30644-8                                            | 前川淳     | (加藤一彥) (青山剛昌) | 這是特别剧场版的小說版。 |
| 2                                                     | 劇場版名偵探柯南 世紀末的魔術師      |          | 水稀島 | 2022年5月27日                                   | ISBN 978-4-092-31417-7                                            | 古内一成   | ShoPro                | 這是劇場版3的小說版。    |
| 3                                                     | 劇場版名偵探柯南 瞳孔中的暗殺者      |          | 水稀島 | 2018年1月24日                                   | ISBN 978-4-092-31209-8                                            | 古内一成   | ShoPro                | 這是劇場版4的小說版。    |
| 4                                                     | 劇場版名偵探柯南 往天國的倒數計時    |          | 水稀島 | 2015年2月25日                                   | ISBN 978-4-092-30796-4                                            | 古内一成   | ShoPro                | 這是劇場版5的小說版。    |
| 5                                                     | 劇場版名偵探柯南 迷宮的十字路        |          | 水稀島 | 2015年1月21日                                   | ISBN 978-4-092-30791-9                                            | 古内一成   | ShoPro                | 這是劇場版7的小說版。    |
| 6                                                     | 劇場版名偵探柯南 銀翼的奇術師        |          | 水稀島 | 2014年7月1日                                    | ISBN 978-4-092-30650-9                                            | 古内一成   | ShoPro                | 這是劇場版8的小說版。    |
| 7                                                     | 劇場版名偵探柯南 水平線上的陰謀      |          | 水稀島 | 2014年8月6日                                    | ISBN 978-4-092-30773-5                                            | 古内一成   | ShoPro                | 這是劇場版9的小說版。    |
| 8                                                     | 劇場版名偵探柯南 偵探們的鎮魂歌      |          | 水稀島 | 2013年10月30日                                  | ISBN 978-4-092-30642-4                                            | 柏原寬司   | ShoPro                | 這是劇場版10的小說版。   |
| 9                                                     | 劇場版名偵探柯南 紺碧之棺            |          | 水稀島 | 2014年1月15日                                   | ISBN 978-4-092-30645-5                                            | 柏原寬司   | ShoPro                | 這是劇場版11的小說版。   |
| 10                                                    | 劇場版名偵探柯南 戰慄的樂譜          |          | 水稀島 | 2014年2月26日                                   | ISBN 978-4-092-30646-2                                            | 古內一成   | ShoPro                | 這是劇場版12的小說版。   |
| 11                                                    | 劇場版名偵探柯南 漆黑的追踪者        |          | 水稀島 | 2013年1月9日                                    | ISBN 978-4-092-30635-6                                            | 古內一成   | ShoPro                | 這是劇場版13的小說版。   |
| 12                                                    | 劇場版名偵探柯南 天空的遇难船        |          | 水稀島 | 2013年2月8日                                    | ISBN 978-4-092-30636-3                                            | 古內一成   | ShoPro                | 這是劇場版14的小說版。   |
| 13                                                    | 劇場版名偵探柯南 沉默的15分鐘        |          | 水稀島 | 2013年3月8日                                    | ISBN 978-4-092-30638-7                                            | 古內一成   | ShoPro                | 這是劇場版15的小說版。   |
| 14                                                    | 劇場版名偵探柯南 第11位前锋          |          | 水稀島 | 2012年4月12日                                   | ISBN 978-4-092-30626-4                                            | 古內一成   | ShoPro                | 這是劇場版16的小說版。   |
| 15                                                    | 劇場版名偵探柯南 绝海的侦探          |          | 水稀島 | 2013年4月18日                                   | ISBN 978-4-092-30639-4                                            | 櫻井武晴   | ShoPro                | 這是劇場版17的小說版。   |
| 16                                                    | 劇場版名偵探柯南 異次元的狙擊手      |          | 水稀島 | 2014年4月17日                                   | ISBN 978-4-092-30647-9                                            | 古內一成   | ShoPro                | 這是劇場版18的小說版。   |
| 17                                                    | 劇場版名偵探柯南 業火的向日葵        |          | 水稀島 | 2015年4月16日                                   | ISBN 978-4-092-30651-6                                            | 櫻井武晴   | ShoPro                | 這是劇場版19的小說版。   |
| 18                                                    | 劇場版名偵探柯南 純黑的惡夢          |          | 水稀島 | 2016年4月14日                                   | ISBN 978-4-092-30866-4                                            | 櫻井武晴   | ShoPro                | 這是劇場版20的小說版。   |
| 19                                                    | 劇場版名偵探柯南 唐紅的戀歌          |          | 水稀島 | 2017年4月13日(電影版) 2017年12月6日(小說完整版) | ISBN 978-4-092-31161-9(電影版) ISBN 978-4-094-06483-4(小說完整版) | 大倉崇裕   | ShoPro                | 這是劇場版21的小說版。   |
| 20                                                    | 劇場版名偵探柯南 零的執行人          |          | 水稀島 | 2018年4月11日                                   | ISBN 978-4-092-31228-9                                            | 櫻井武晴   | ShoPro                | 這是劇場版22的小說版。   |
| 21                                                    | 劇場版名偵探柯南 紺青之拳            |          | 水稀島 | 2019年4月12日                                   | ISBN 978-4-092-31288-3                                            | 大倉崇裕   | ShoPro                | 這是劇場版23的小說版。   |
| 22                                                    | 劇場版名偵探柯南 緋色的彈丸          |          | 水稀島 | 2021年4月16日                                   | ISBN 978-4-092-31329-3                                            | 櫻井武晴   | ShoPro                | 這是劇場版24的小說版。   |
| 23                                                    | 劇場版名偵探柯南 萬聖節的新娘        |          | 水稀島 | 2022年4月15日                                   | ISBN 978-4-092-31411-5                                            | 大倉崇裕   | ShoPro                | 這是劇場版25的小說版。   |
| 24                                                    | 劇場版名偵探柯南 黑鐵的魚影          |          | 水稀島 | 2023年4月14日                                   | ISBN 978-4-092-31452-8                                            | 櫻井武晴   |                       | 這是劇場版26的小說版。   |
| 25                                                    | 劇場版名偵探柯南 100萬美元的五稜星   |          | 水稀島 | 2024年4月12日                                   | ISBN 978-4-092-31479-5                                            | 大倉崇裕   |                       | 這是劇場版27的小說版。   |
| *註︰劇場版6 - 貝克街的亡靈因版權問題而不會出版小說版 |                                      |          |        |                                                 |                                                                   |            |                       |                          |

| 卷數                                             | 中文名稱                                                         | 日文名稱                          | 小學館                            | 小學館                            | 正文社                            | 正文社                            | 长春出版社                        | 长春出版社                        |
| 卷數                                             | 中文名稱                                                         | 日文名稱                          | 發售日期                          | ISBN                              | 發售日期                          | ISBN                              | 發售日期                          | ISBN                              |
| 作者：土屋司，原著·插圖︰青山剛昌                | 作者：土屋司，原著·插圖︰青山剛昌                                | 作者：土屋司，原著·插圖︰青山剛昌 | 作者：土屋司，原著·插圖︰青山剛昌 | 作者：土屋司，原著·插圖︰青山剛昌 | 作者：土屋司，原著·插圖︰青山剛昌 | 作者：土屋司，原著·插圖︰青山剛昌 | 作者：土屋司，原著·插圖︰青山剛昌 | 作者：土屋司，原著·插圖︰青山剛昌 |
| ------------------------------------------------ | ---------------------------------------------------------------- | --------------------------------- | --------------------------------- | --------------------------------- | --------------------------------- | --------------------------------- | --------------------------------- | --------------------------------- |
| 1                                                | 小說 名偵探柯南 CASE 1                                           |                                   | 2015年6月26日                     | ISBN 978-4-09-230826-8            | 2018年7月18日                     | ISBN 978-988-8503-10-0            | 2024年                            | ISBN 978-7-5445-7351-1            |
| 2                                                | 小說 名偵探柯南 CASE 2                                           |                                   | 2015年10月28日                    | ISBN 978-4-09-230845-9            | 2018年7月18日                     | ISBN 978-988-8503-11-7            | 2024年                            | ISBN 978-7-5445-7351-1            |
| 3                                                | 小說 名偵探柯南 CASE 3                                           |                                   | 2016年3月16日                     | ISBN 978-4-09-230864-0            | 2018年10月20日                    | ISBN 978-988-8503-23-0            | 2024年                            | ISBN 978-7-5445-7351-1            |
| 作者：浜崎達也，原著·插圖︰青山剛昌              |                                                                  |                                   |                                   |                                   |                                   |                                   |                                   |                                   |
| 4                                                | 小說 名偵探柯南 CASE 4                                           |                                   | 2016年10月26日                    | ISBN 978-4-09-230895-4            | 2018年10月20日                    | ISBN 978-988-8503-24-7            | 2024年                            | ISBN 978-7-5445-7351-1            |
| 作者：酒井匙，原著·插圖︰青山剛昌                |                                                                  |                                   |                                   |                                   |                                   |                                   |                                   |                                   |
| 5                                                | 名偵探柯南 CASE 5 安室透精選 零之推理劇                          |                                   | 2018年4月11日                     | ISBN 978-4-09-231230-2            | 2019年5月30日                     | ISBN 978-988-8503-42-1            |                                   |                                   |
| 6                                                | 名偵探柯南 CASE 6 怪盜基德精選 月下之預告狀                      |                                   | 2019年4月12日                     | ISBN 978-4-09-231286-9            | 2019年12月17日                    | ISBN 978-988-850-3827             |                                   |                                   |
| 7                                                | 名偵探柯南 CASE 7 京極真精選 蹴擊事件錄                          |                                   | 2019年6月28日                     | ISBN 978-4-09-231294-4            | 2020年7月3日                      | ISBN 978-988-850-4015             |                                   |                                   |
| 8                                                | 名偵探柯南 CASE 8 赤井秀一精選 紅與黑的攻防                      |                                   | 2020年3月27日                     | ISBN 978-4-09-231326-2            | 2021年5月30日                     | ISBN 978-988-850-4305             |                                   |                                   |
| 9                                                | 名偵探柯南 CASE 9 赤井一家精選 緋紅色的推理記錄                  |                                   | 2020年3月27日                     | ISBN 978-4-09-231327-9            | 2022年1月18日                     | ISBN 978-988-850-4428             |                                   |                                   |
| 10                                               | 名偵探柯南 CASE 10 世良真純精選 異國歸來的轉校生                 |                                   | 2020年10月30日                    | ISBN 978-4-09-231348-4            | 2023年3月9日                      | ISBN 978-988-850-4589             |                                   |                                   |
| 11                                               | 名偵探柯南 CASE 11 赤井秀一緋色之回憶錄精選 狙擊手之最高機密任務 |                                   | 2021年4月9日                      | ISBN 978-4-09-231366-8            | -                                 | -                                 |                                   |                                   |
| 12                                               | 名偵探柯南 CASE 12 黑暗組織精選 黑色之策略                       |                                   | 2021年10月29日                    | ISBN 978-4-09-231390-3            | -                                 | -                                 |                                   |                                   |
| 13                                               | 名偵探柯南 CASE 13 警察精選 危及生命之刑警                       |                                   | 2022年4月15日                     | ISBN 978-4-09-231414-6            | -                                 | -                                 |                                   |                                   |
| 14                                               | 名偵探柯南 CASE 14 安室透精選 零之背後故事                       |                                   | 2022年7月15日                     | ISBN 978-4-09-231427-6            | -                                 | -                                 |                                   |                                   |
| 15                                               | 名偵探柯南 CASE 15 灰原哀精選 背叛之代價                         |                                   | 2023年4月14日                     | ISBN 978-4-09-231447-4            | -                                 | -                                 |                                   |                                   |
|                                                  |                                                                  |                                   | 2023年12月15日                    | ISBN 978-4-09-231473-3            |                                   |                                   |                                   |                                   |
|                                                  |                                                                  |                                   | 2024年3月29日                     | ISBN 978-4-09-231480-1            |                                   |                                   |                                   |                                   |
|                                                  |                                                                  |                                   | 2024年4月12日                     | ISBN 978-4-09-231481-8            |                                   |                                   |                                   |                                   |
|                                                  |                                                                  |                                   | 2024年5月24日                     | ISBN 978-4-09-231482-5            |                                   |                                   |                                   |                                   |
| 小説：水稀しま、原作・イラスト：青山剛昌、小学館 |                                                                  |                                   |                                   |                                   |                                   |                                   |                                   |                                   |
|                                                  |                                                                  |                                   | 2019年1月11日                     | ISBN 978-4-092-31273-9            |                                   |                                   |                                   |                                   |
|                                                  |                                                                  |                                   | 2020年12月18日                    | ISBN 978-4-092-31355-2            |                                   |                                   |                                   |                                   |

### 電視動畫
改編自原作漫畫的動畫作品，由日本電視動畫TMS/V1 Studio製作，從1996年1月8日開始於日本電視台和讀賣電視台播出，至今已播出1150集，是日本电视动画集数最多的之一。本系列作品依單元事件分集，單一事件大多分為1至2集，單集的播放時間多為半小時，其中又以原作劇情占大部分的集數。2001年，小學館開始進行「旅遊篇」的特別計畫，每年約製播1個單元的旅遊特別篇，描述主角們在日本各地遊玩時發生事件的情景，在解謎的同時亦會介紹當地的風景名勝和文化特色。自2003年起，製作單位以「數位修復特別版」為名，重製部分低畫質的集數，並於原播放時段不定期重播單集時間1至2小時的特別版、單一事件長度為3集的特別單元，以及其他經典、精彩的代表集數。2009年，日本電視台和讀賣電視台分別為慶祝55週年與50週年台慶，共同製作跨作品的電視動畫特別篇《魯邦三世VS名偵探柯南》。2014年底，上述兩家電視台為紀念原作漫畫連載20週年而製作電視動畫特別篇《名偵探柯南 江戶川柯南失蹤事件 〜史上最糟糕的兩天〜》。2016年底，為了紀念「名偵探柯南20週年動畫&劇場版」，於當年12月9日的「金曜日RoadShow」上播出特別篇《名偵探柯南 Episode"ONE" 變小的名偵探》。

#### 犯人·犯澤先生
2021年10月4日，宣布《名偵探柯南 犯人·犯澤先生》將改編為電視動畫，現已在Netflix上播出。

#### 零的日常
2021年10月4日，宣布《名偵探柯南 零的日常》將改編為電視動畫，現已在Netflix上播出。

#### 警察學校篇 Wild Police Story
2021年8月4日，宣布《名偵探柯南 警察學校篇》將改編為電視動畫，現已在Netflix上播出。

### 劇場版動畫
改編自原作漫畫的電影系列作品；由兒玉兼嗣、山本泰一郎、靜野孔文、立川讓、永岡智佳、滿仲勸執導，東寶株式會社製作並發行。除了原有的推理情節之外，也加入不少動作元素。自從1997年上映《名偵探柯南：引爆摩天樓》開始，固定於每年的黃金週上映一部劇場版，至今已上映27部，
另有一部跨作品電影《魯邦三世VS名偵探柯南 THE MOVIE》與兩部3D劇場版。此外，官方也會不定期播出劇場版相關的人員訪談、原創動畫等特典節目。
除以上作品外，官方亦有將隸屬於動畫TV版集數當中分散的長篇章劇集《紅之修學旅行》以及《大怪獸哥梅拉VS假面超人》剪輯成長篇特別電影，並通過在日本本土院線有限上映或者發行影碟的形式推出。其中《紅之修學旅行》的特別剪輯版於2020年底起在台灣，韓國及泰國進行了院線上映，而《大怪獸哥梅拉VS假面超人》的特別剪輯版則於2022年1月7日在台灣院線上映。台灣地區的發行均由曼迪傳播負責。

### OVA
由TMS娛樂、日本電視台和讀賣電視台製作的原創動畫錄影帶（Original Video Animation），《週刊少年Sunday》以DVD的形式郵購給訂閱該週刊的客戶，從2000年第26號至今共發行12部。其中前9部OVA先後收錄於4張DVD，以「秘密檔案」為名於2006至2010年間發行。《週刊少年Sunday》亦於2007至2012年以錄影帶首映的方式發行5部《Magic File》與1部《Bonus File》，分別收錄該年度的劇場版預告、相關原創動畫，以及2至5個單元不等的電視版動畫。

### 真人電視劇
改編自原作漫畫的電視劇作品；2006年為紀念電視版動畫播出10週年，由讀賣電視台籌備製播，從2006至2012年播出四部單發版和一部連續劇。前兩部的單發版由小栗旬與黑川智花飾演男女主角，後兩部的單發版與連續劇則分別由溝端淳平和忽那汐里主演。

### 電子遊戲
| 系列             | 中文名稱                                           | 日文名稱 | 發售日期          |
| ---------------- | -------------------------------------------------- | -------- | ----------------- |
| WonderSwan       | 名侦探柯南 魔术师的挑战书!                         |          | 1999年8月5日      |
| WonderSwan       | 名侦探柯南 西部的名侦探 最大的危机！？             |          | 2000年7月27日     |
| WonderSwan       | 名侦探柯南 黄昏的公主                              |          | 2001年4月15日     |
| Game Boy         | 名侦探柯南 地下游乐园杀人事件                      |          | 1996年12月27日    |
| Game Boy         | 名侦探柯南 充满疑惑的豪华列车                      |          | 1998年8月7日      |
| Game Boy Color   | 名侦探柯南 机关寺院杀人事件                        |          | 2000年2月24日     |
| Game Boy Color   | 名侦探柯南 奇岩岛秘宝传说                          |          | 2000年3月31日     |
| Game Boy Color   | 名侦探柯南 被诅咒的航路                            |          | 2001年6月1日      |
| Game Boy Advance | 名偵探柯南 被狙擊的偵探                            |          | 2003年7月25日     |
| Game Boy Advance | 名偵探柯南 黎明之碑                                |          | 2005年4月21日     |
| PlayStation      | 名侦探柯南                                         |          | 1998年11月19日    |
| PlayStation      | 名侦探柯南 三人的名推理                            |          | 2000年8月10日     |
| PlayStation      | 名侦探柯南 最好的搭档                              |          | 2002年4月25日     |
| PlayStation      | 名侦探柯南 THE 桌上游戏                            |          | 2002年8月29日     |
| PlayStation      | 名侦探柯南 TrickTrick Vol.0                        |          | 非賣品/先行體驗版 |
| PlayStation      | 名侦探柯南 TrickTrick Vol.1                        |          | 2003年4月17日     |
| PlayStation 2    | 名偵探柯南 大英帝國的遺產                          |          | 2004年11月18日    |
| Wii              | 名偵探柯南 追憶的幻想                              |          | 2007年5月17日     |
| NDS              | 名偵探柯南 偵探力訓練                              |          | 2007年4月5日      |
| NDS              | 名偵探柯南 消失的博士與找錯之塔                    |          | 2008年4月3日      |
| NDS              | 名侦探柯南&金田一少年之事件簿 两大名侦探的相逢     |          | 2009年2月5日      |
| NDS              | 名侦探柯南 苍蓝宝石的圆舞曲                        |          | 2011年4月21日     |
| NDS              | 名偵探柯南 來自過去的前奏曲                        |          | 2012年4月19日     |
| PSP              | 名偵探柯南 來自過去的前奏曲                        |          | 2012年4月19日     |
| 3DS              | 名侦探柯南 人偶交響曲                              |          | 2013年4月25日     |
| 3DS              | 名侦探柯南 幻影狂诗曲                              |          | 2014年4月17日     |
| SuperNoteClub    | 名偵探柯南                                         |          | 1997年            |
| SuperNoteClub    | 名偵探柯南 插曲2                                   |          | 1998年            |
| SuperNoteClub    | 名偵探柯南 插曲3                                   |          | 1999年            |
| PC單機遊戲       | 特打英雄 名侦探柯南                                |          | 2002年5月30日     |
| PC單機遊戲       | 特打英雄 名侦探柯南 forKIDS                        |          | 2002年11月8日     |
| PC單機遊戲       | 名偵探柯南 IQ                                      |          | 2005年3月18日     |
| PC單機遊戲       | 特打英雄 名侦探柯南 脑～THEBRAIN                   |          | 2006年4月21日     |
| E-kara           | 游戏&卡拉OK 名侦探柯南                             |          | 2004年            |
| Super TVPC       | 名侦探柯南 推理冒险                                |          | 2005年4月23日     |
| Beena            | 名侦探柯南 完全推理！数字与图形之谜                |          | 2006年2月10日     |
| WEB              | 名侦探柯南 对战扑克                                |          | 2006年5月         |
| WEB              | 名侦探柯南 决死的游乐场逃脱                        |          | 2009年3月18日     |
| iOS              | 名侦探柯南 奈良神秘之旅 ~万叶的旅人~               |          | 2011年7月8日      |
| iOS              | 名侦探柯南 高空的人偶                              |          | 2011年10月27日    |
| iOS              | 名侦探柯南 苍蓝宝石的圆舞曲                        |          | 2012年4月3日      |
| iOS              | 名侦探柯南扑克                                     |          | 2013年8月27日     |
| iOS              | 名侦探柯南推理游戏 ~奈良篇·基德篇·轻井泽篇·足球篇~ |          | 2013年9月19日     |
| iOS              | 名侦探柯南 拼图                                    |          | 2013年11月24日    |
| iOS              | 名侦探柯南猜谜RPG ~日本全国柯南君的挑战~           |          | 2013年12月8日     |
| iOS              | 名侦探柯南×逃脱游戏 Cubic Room                     |          | 2014年2月21日     |
| 其他             | 名侦探柯南 逃离洋房                                |          | 2009年3月18日     |
| 其他             | 名侦探柯南 怪盗VS两位侦探                          |          | 2010年4月1日      |
| 其他             | 名侦探柯南 逃脱！白银之馆                          |          | 2011年6月30日     |

## 展覽
從2014年開始，在日本各地、台灣、上海陸續舉辦展覽。除了名偵探柯南展、柯南咖啡廳，還有柯南音樂會等活動。為了紀念作者出生於鳥取縣，不但在當地的路上隨處可見柯南的蹤跡，在校園、車站、圖書館裡也設有相關的銅像、圖案、海報等。

### 鳥取縣
- 鳥取砂丘柯南機場

原名為鳥取機場，於2015年3月1日正式賦予此暱稱，是鳥取縣第二座以動漫人物為名的機場；大廳內有許多關於柯南的旗幟、銅像。
- 由良車站

位於東伯郡北榮町，也是青山剛昌的出生地區。在2013年12月15日被賦予柯南站的暱稱，車站內以及火車皆有許多柯南的圖案，車站外則有柯南說著經典名言「真相永遠只有一個」的銅像和北榮町的地圖。
- 柯南大橋

位於鳥取縣道167號的由良川，全長約70公尺，其4個橋名柱與路燈上皆各有1個柯南的銅像，欄杆也嵌有許多青銅浮雕。
- 柯南大道

沿途有許多雕像，如漫畫單行本的石碑與人孔蓋的浮雕；邂逅廣場則有漫畫第一冊新一與小蘭在回家的路上，新一說著「想成為平成年代的福爾摩斯」宣言的銅像。
- 北榮小學、北榮町圖書館

在北榮小學的校園內，有柯南與小蘭一起去上學的銅像，北榮町圖書館則有新一等著小蘭的銅像。
- 朝倉書店（日语：朝倉書店）

每年在劇場版上映前，青山剛昌都會送給朝倉書店一張彩色手繪，多為該年度劇場版的相關人物畫像。
- 青山剛昌故鄉館

故鄉館前有阿笠博士的金龜車、少年偵探團的銅像；館內主要有人物的畫像、各語言的漫畫單行本譯本以及青山剛昌的工作室。
- 柯南偵探社

因應青山剛昌故鄉館開館而同時設立的特產店，位於柯南大橋旁，主要供遊客選購土特產與紀念品。

### 名偵探柯南展
為了慶祝原作連載20周年紀念，從2014年開始舉辦柯南展，至今已經展出10場。其中台北會場是首度於海外展出的柯南展，而上海會場、北京會場、台灣南投會場則是第二、三、四個於海外展出的展覽。
| 會場       | 展期                                     | 地點                                |
| ---------- | ---------------------------------------- | ----------------------------------- |
| 橫濱會場   | 2014年4月24日 - 5月10日（共17天）        | 横濱紅磚倉庫                        |
| 名古屋會場 | 2014年8月7日 - 8月24日（共18天）         | 名古屋綠洲21 銀河廣場               |
| 大阪會場   | 2014年12月13日 - 2015年1月12日（共31天） | 大阪枚方公園                        |
| 札幌會場   | 2015年4月24日 - 5月10日（共17天）        | 札幌會議中心                        |
| 福岡會場   | 2015年7月18日 - 8月9日（共23天）         | 福岡Solaria Stage6樓 西日本鐵道大廳 |
| 新潟會場   | 2015年8月15日 - 8月30日（共16天）        | 新潟朱鷺展覽館                      |
| 台北會場   | 2015年12月25日 - 2016年3月13日（共80天） | 台北華山1914文創園區                |
| 廣島會場   | 2016年3月11日 - 2016年4月10日（共31天）  | 廣島Marina Hop                      |
| 仙台會場   | 2016年4月22日 - 2016年5月8日（共17天）   | 仙台車站前EBeanS                    |
| 上海會場   | 2016年4月22日 - 2016年6月1日（共41天）   | 上海高島屋百貨                      |
| 北京會場   | 2016年7月15日 - 2016年8月28日（共45天）  | 北京藍色港灣商區                    |
| 南投會場   | 2017年12月5日 - 2018年3月4日（共90天）   | 南投縣工商會展中心                  |

### 魯邦與柯南展
2013年，為了慶祝《鲁邦三世VS名侦探柯南 THE MOVIE》上映，從11月30日至隔年2月14日在京都東映太秦映畫村展出「魯邦三世・名偵探柯南的世界展」。

### 柯南咖啡廳
2015年，為了紀念劇場版《業火的向日葵》上映，陸續在大阪、東京開設「柯南咖啡廳」；隔年因應劇場版《純黑的惡夢》，也另外增設6家咖啡廳。
| 劇場版名稱   | 地點   | 期間                           | 開設場所             | 小計 |
| ------------ | ------ | ------------------------------ | -------------------- | ---- |
| 業火的向日葵 | 大阪   | 2015年12月12日 - 2016年5月31日 | 大阪心齋橋OPA        | 2家  |
| 業火的向日葵 | 東京   | 2016年4月9日 - 5月8日          | 新宿丸井百貨         | 2家  |
| 純黑的惡夢   | 廣島   | 2015年4月1日 - 5月8日          | 廣島崇光百貨本館     | 6家  |
| 純黑的惡夢   | 大阪   | 2016年4月2日 - 5月8日          | 大阪LUCUA1100 4樓    | 6家  |
| 純黑的惡夢   | 東京   | 2016年4月8日 - 5月16日         | 東京LUMINE MAN澀谷店 | 6家  |
| 純黑的惡夢   | 名古屋 | 2016年4月15日 - 6月19日        | 名古屋巴而可南館     | 6家  |
| 純黑的惡夢   | 山形   | 2016年4月16日 - 5月15日        | 山形學習館           | 6家  |
| 純黑的惡夢   | 福岡   | 2016年5月16日 - 11月30日       | 福岡小倉車站剪票口前 | 6家  |

2019年4月29日至7月29日，中国大陆首家官方授权的柯南咖啡廳在上海静安大悦城正式营业。

### 柯南音樂會
為了慶祝名偵探柯南動畫20週年，由讀賣電視台企劃，邀請倉木麻衣、B'z等歌手演唱電視版的片頭曲、片尾曲、插曲以及劇場版的主題曲，並邀請相關的特別嘉賓出席。分別於2016年5月1日、5月6日、9月17日在大阪城展演廳、東京國際論壇大樓與京都羅姆劇場舉辦。

## 反响

### 銷售成績
《名偵探柯南》原作漫畫與相關書籍的總發行量超過1億5000萬本，成為日本第七暢銷的漫畫系列作品，其各冊單行本也時常名列於各大銷售排行榜。2004年，本作的第一冊單行本連續三度登上美國《消失於黑影中的塔》的銷售排行，不久後也名列於《鑽石漫畫排行榜》之中，其他冊別的單行本亦曾多次出現在《紐約時報暢銷書榜》。2010年12月，本作於日本一項由20至29歲的民眾投票選出「最希望繼續連載的漫畫」中，分別在男性和女性的部分獲得第三名與第一名。《日本經濟雜誌》從2010年1月開始公布（日本）國內前50名漫畫家的各作品累積銷量，青山剛昌於2011年9月以332萬本的總銷售量獲得第16名，該年本作以212萬餘本的銷量獲得第19名；2012年以243萬餘本的銷量獲得第17名；2013年則是以196萬餘本的銷量獲得第24名。在法國地區，本作於2011年安古蘭國際漫畫節獲提名「最佳長篇系列作品獎」。
《名偵探柯南》的動畫系列作品在日本地區相當受到歡迎，据日本杂志《Animage》调查，其在1996至2001年间於日本电视动画排行中长期名列前20，每週排名也多次高居前六。2004年，本系列作品在中國大陸地區得到大量的播放時段，成為當地播出時間第二多的動畫。從2005至2006年，本作於日本電視台製作的「百大動漫」票選中位居前23名。2006年，本作的第9部劇場版獲得東京動畫獎的「劇場電影獎」，從2007至2012年上映的6部劇場版也分別獲提名該年度的日本電影金像獎最佳動畫片獎。2006年，日本政府透過《名偵探柯南》舉辦相關活動，促進兒童提升預防犯罪意識。日本外務省選擇以柯南的人物們作為代言，先後於2007和2010年發行兩本手冊；分別介紹該機關的職責與任務，以及2008年在日本舉辦的第34屆G8高峰會。日本郵政公社與中華郵政也分別曾於2006和2007年發行《名偵探柯南》的紀念郵票。

### 評價
在美國地區，Mania.com的愛德華多·M·查維茲、洛瑞·蘭卡斯特和IGN的A·E·史派羅都給予《名偵探柯南》的劇情高度評價。史派羅認為本作結合了《叔比狗》與《福爾摩斯探案》的風格；蘭卡斯特則描述《名偵探柯南》是一部處處充滿懸疑、令人驚艷的作品，並指出每個案件都讓人不可思議、覺得有趣；查維茲也認同原作漫畫對全年齡的讀者極具吸引力。2010年，本作被About.com評選為「最佳連載漫畫系列作品」之一，並稱之「少年漫畫中被低估的至寶」。來自THEM影評網的梅麗莎·斯特嫩伯格稱讚其驚悚的情節與動畫，ActiveAnime的評論家們認為其複雜的人物設計和作品特有的魅力使之深受懸疑推理迷的喜愛；本作也被評選適合較為成熟的讀者及觀眾收看。
然而，本作改編的美國版本將內容本土化的作法飽受當地觀眾的批評，動畫新聞網的卡爾·金林格指出其改變某些日本文化的意涵，導致觀眾對劇中的案件調查、暗號手法理解困難。卡洛·桑托斯認為角色的特質和配音員密不可分，在檢閱完動畫新聞網發行的首張DVD之後，他表示雖然主要人物表現得像真人，但次要人物顯得不夠真實。IGN的克里斯·懷亞特給予劇中的案件正面評價，認為其類型與阿嘉莎·克莉絲蒂的密室設定相似，他形容《名偵探柯南》如同《神探加傑特》與《法網遊龍》以動漫的形式結合一體；但他的同事傑佛瑞·哈里斯表示對其老梗枯燥的戲碼以及美版將部分角色改名感到惱人。

## 外部連結
- 漫画版
  - 名探偵コナン原作公式サイト （页面存档备份，存于）（総合公式サイト）
  - WEBサンデー | 名探偵コナン （页面存档备份，存于）（原作）
  - 犯人の犯沢さん
    - 名探偵コナン 犯人の犯沢さん【公式】的X（前Twitter）

  - ゼロの日常
    - WEBサンデー | 名探偵コナン ゼロの日常 （页面存档备份，存于）
    - 名探偵コナン ゼロの日常【公式】的X（前Twitter）

  - 警察学校編
    - WEBサンデー | 名探偵コナン 警察学校編 （页面存档备份，存于）
- アニメ版
  - 読売テレビ - 名探偵コナン （页面存档备份，存于）
  - 東京ムービー - 名探偵コナン （页面存档备份，存于）
  - 劇場版オフィシャル - 名探偵コナン （页面存档备份，存于）
  - 名探偵コナン DVD/Blu-ray公式サイト （页面存档备份，存于）（DVD販売元：ビーイング運営）
- テレビドラマ版
  - 木曜ミステリーシアター・名探偵コナン 工藤新一への挑戦状 （页面存档备份，存于）
  - 名探偵コナンドラマスペシャル 工藤新一 京都新撰組殺人事件 （页面存档备份，存于）
- 舞台
  - ミステリーステージ 名探偵コナン 〜殺意の開演ベル〜，存于
  - 名探偵コナン×ライブミステリー 洋上の迷宮，存于
    - 名探偵コナンライブミステリー的X（前Twitter）
- イベント
  - 名探偵コナン連載20周年記念【コナン展】｜小学館 （页面存档备份，存于）
    - 福島コナン展的X（前Twitter）

  - 名探偵コナン 科学捜査展〜真実への推理 (アブダクション) （页面存档备份，存于）
    - 名探偵コナン 科学捜査展【公式】的X（前Twitter）
- その他
  - 名探偵コナン公式アプリ （页面存档备份，存于）
    - 名探偵コナン公式アプリ的X（前Twitter）

  - 江戸川コナン的X（前Twitter）
  - 名偵探柯南的Facebook專頁
  - 名偵探柯南的Instagram帳戶
  - 名偵探柯南的新浪微博
  - 名探偵コナン検定 （页面存档备份，存于）
  - 青山剛昌ふるさと館 （页面存档备份，存于）